# Casa Adelaida
La Casa Adelaida és una obra de Tremp (Pallars Jussà) protegida com a Bé Cultural d'Interès Local.

## Descripció
Ca l'Adelaida se situa en el centre del nucli de Vilamitjana, en la cantonera del carrer Entravessat.
És un edifici de quatre altures, planta baixa, dos pisos i àtic. Es troba modificat, amb la façana restaurada, així com l'augment del volum superior, on s'ubica l'àtic i la terrassa, fruit d'una remodelació relativament recent.
Destaca de la façana, la portalada d'accés a l'habitatge. És un arc de mig punt amb dovelles de grans dimensions i amb un escut a la dovella clau, on s'hi pot llegir la data "1555", marcant la fase constructiva més significativa de l'edifici. La resta de la façana no conserva altres elements d'aquesta cronologia. La resta d'obertures es presenten en els diferents pisos, de forma no simètrica, acusant diferents fases de construcció.
El parament és de pedra amb morter i la coberta de teula àrab.